# Messe glagolitique
La Messe glagolitique (en tchèque : Glagolská mše, en slavon d'église : Mša glagolskaja) est une œuvre composée par le compositeur tchèque Leoš Janáček et terminée le 15 octobre 1926. Elle est écrite pour grand orchestre, orgue, double chœur et solistes (soprano, alto, ténor, basse). La première eut lieu à Prague le 5 décembre 1927 sous la direction de Jaroslav Kvapil dirigeant la Société des Arts de Brno.
C'est une œuvre de maturité, le musicien ayant plus de 72 ans lors de sa composition. Le matériel est néanmoins une reprise d'une première messe en mi bémol, écrite en 1908.
Le texte reprend une liturgie en vieux slave, notée dans un ancien alphabet glagolitique.

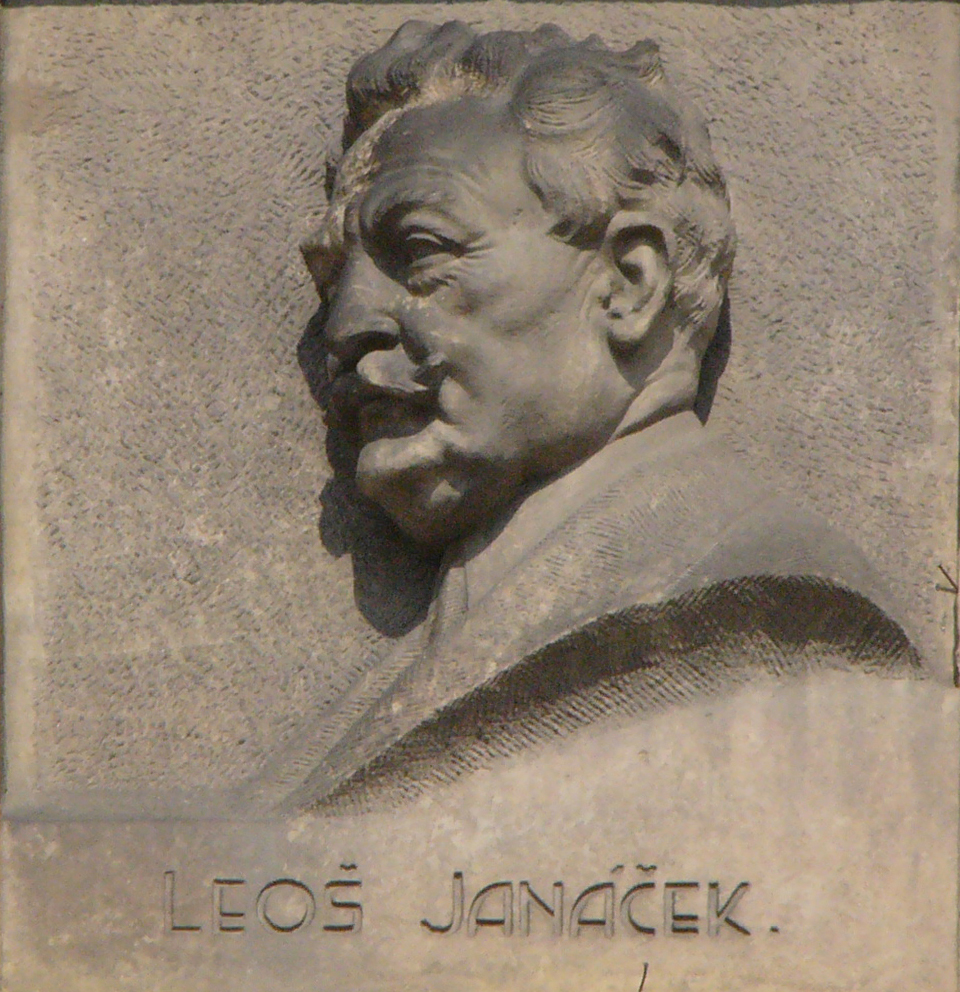
Leoš Janáček

## Structure
Elle comporte huit parties et son exécution dure environ quarante minutes. Elle débute et finit par une fanfare. Le Postludium est disponible en audio ci-dessous.

- Úvod (Introduction) à l'orchestre
- Gospodi pomiluj (Kyrie)
- Slava (Gloria)
- Věruju (Credo)
- Svet (Sanctus)
- Agneče Božij (Agnus Dei)
- Varhany sólo - Postludium (Postlude, solo d'orgue - écouter le Postludium →)
- Intrada - Exodus (orchestre)

## Orchestration
| Instrumentation de la Messe glagolitique |
| Cordes |
| premiers violons, seconds violons, altos, violoncelles, contrebasses, 2 harpes                                                                            |
| Bois |
| 4 flûtes, dont 2 jouant du piccolo 2 hautbois 1 cor anglais 3 clarinettes dont une jouant de la clarinette basse 3 bassons dont un jouant du contrebasson |
| Cuivres |
| 4 cors 4 trompettes, 3 trombones 1 tuba |
| Percussions |
| timbales (2 instrumentistes), glockenspiel, triangle, cymbales, tam-tam, caisse claire, carillon                                                          |
| Claviers |
| orgue, célesta |
| Voix |
| Solo : soprano, alto, ténor, basse Chœur double : sopranos, altos, ténors, basses                                                                         |

## Enregistrements
- Břetislav Bakala dirigeant le Brno Radio Symphony Orchestra (enr. 1951, Supraphon)
- Leonard Bernstein dirigeant l'Orchestre philharmonique de New York (enr. 1963, Sony)
- Karel Ančerl dirigeant l'Orchestre philharmonique tchèque, (enr. 1963, Supraphon)
- Rafael Kubelík dirigeant l'Orchestre symphonique de la Radiodiffusion bavaroise (enr. 1964, Deutsche Grammophon)
- Rudolf Kempe dirigeant l'Orchestre philharmonique royal (enr. 1973, Decca)[1]
- Václav Neumann dirigeant le Czech Philharmonic, (enr. 1978, Supraphon)
- František Jílek dirigeant l'Orchestre philharmonique de Brno (enr. 1979, Supraphon)
- Sir Simon Rattle dirigeant l'Orchestre symphonique de Birmingham (enr. 1981, EMI Classics)
- Sir Charles Mackerras dirigeant le Czech Philharmonic (enr. 1984, Supraphon)[2]
- Michael Gielen dirigeant l'Orchestre symphonique de la SWR (enr. 1988, Intercord)[3]
- Robert Shaw dirigeant l'Orchestre symphonique d'Atlanta et le Chœur (enr. 1990, Telarc)
- Michael Tilson Thomas conduisant l'Orchestre symphonique de Londres (enr. 1990, Sony)
- Kurt Masur dirigeant l'Orchestre du Gewandhaus de Leipzig (enr. 1991, Philips Classics)[4]
- Charles Dutoit dirigeant l'Orchestre symphonique de Montréal (Decca)
- Sir Charles Mackerras dirigeant l'Orchestre symphonique national du Danemark; (cette version est basée sur les manuscrits originaux de Janáček) (enr. 1993, Chandos)
- Riccardo Chailly dirigeant l'Orchestre philharmonique de Vienne avec le chœur de l'Orchestre philharmonique slovaque (enr. 1997, Decca)
- Ladislav Slovák dirigeant l'Orchestre philharmonique slovaque; date de l'enregistrement incertaine, rediffusé par Music deLux
- Sir Andrew Davis avec le BBC Symphony Orchestra et le Chœur (enr. live 2000 at BBC Proms)
- Le Postludium a été enregistré comme une pièce d'orgue isolée par un certain nombre d'organistes.